# 阙特勤
阙特勤（拉丁轉寫：Kultegin；684年或685年—731年或732年）阿史那氏，为后东突厥创立者骨咄禄之次子，毗伽可汗之弟。东突厥阿史那家族的重要成员之一。
“阙”是人名，意思是“湖”。“特勤”是突厥贵族子弟的称号。阙特勤在骨咄禄时任突厥左设，多次四出征战。700年，随默啜可汗攻打六州胡。705年，时年21岁的阙特勤率军与唐朝将领沙吒忠义的军队交战，将其击溃。710年，率军西破黠戛斯、突骑施。715年，攻打葛逻禄。因战功声名显赫。716年，可汗默啜死，阙特勤联合旧部起兵杀默啜之子移涅可汗及其宗族，于719年奉兄长默棘连即位，称毗伽可汗。自任左贤王，专掌兵马，辅佐汗政。
阙特勤后来与暾欲谷成为突厥权臣，《舊唐書》载毗伽可汗在位期间与唐朝友好，突厥与唐朝有大规模互市贸易。725年，与暾欲谷陪同毗伽可汗会见唐使袁振。

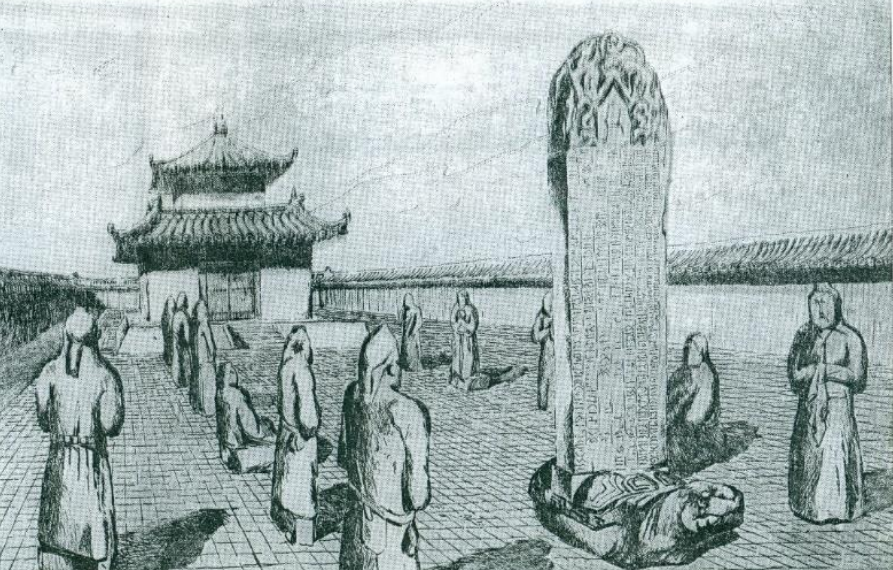
俄罗斯学者1981年根据文献记录和考古发掘复原的阙特勤祠庙图

731年，阙特勤死，年仅47岁。唐朝派金吾将军张去逸、都宫郎中吕向前等送唐玄宗玺诏前往吊奠，并为他立祠庙，刻石为像。应毗伽可汗之请，遣工匠在庙宇四壁将其战阵刻图。732年（开元二十年），毗伽可汗立《阙特勤碑》，碑文由突厥文和汉文书写。汉文由唐玄宗亲撰碑文，突厥文内容与汉文大异，后成为了解突厥语民族历史和草原游牧民族分类的重要资料之一。